# 斎藤卓
斎藤 卓（さいとう たく、1979年1月1日 - ）は、日本のバスケットボール選手・指導者である。

## 来歴
都立駒場高校から東海大学を経て、卒業後はクラブチームの横浜ギガキャッツ、横浜ギガスピリッツ、TEAM-Sでプレー。
引退後は指導者に転じ、2013年のアースフレンズのヘッドコーチから始まり、2014年にアースフレンズ東京ZとしてNBDLに加入するとアシスタントコーチに就任し、2017年にヘッドコーチ昇格。
ヘッドコーチとしては1シーズン指揮した後、スポーツディレクター、育成部ディレクターとしてチームに関与するも、2021年退団。
2021年、レバンガ北海道アシスタントコーチ就任。
2023年、レバンガ北海道アシスタントコーチを退任。